# Liste der Monuments historiques in Neuves-Maisons
Die Liste der Monuments historiques in Neuves-Maisons führt die Monuments historiques in der französischen Gemeinde Neuves-Maisons auf.

## Liste der Immobilien
| Bezeichnung      | Beschreibung | Standort                     | Kennzeichnung | Schutzstatus | Datum | Bild           |
| ---------------- | ------------ | ---------------------------- | ------------- | ------------ | ----- | -------------- |
| Erzverladestelle | 1929 erbaut  | 105 rue du Val de fer (Lage) | PA00106456    | Inscrit      | 1992  | weitere Bilder |

## Liste der Objekte
| Bezeichnung              | Beschreibung                                                | Standort                                  | Kennzeichnung | Schutzstatus | Datum | Bild |
| ------------------------ | ----------------------------------------------------------- | ----------------------------------------- | ------------- | ------------ | ----- | ---- |
| Gemälde Hochzeit zu Kana | Ölfarbe auf Leinwand, 1616, von Nicolas Allyé               | in der Kirche St-Antoine-de-Padoue (Lage) | PM54000683    | Classé       | 1980  |      |
| Konsoltisch              | Holz, vergoldet, Marmor, zweite Hälfte des 18. Jahrhunderts | in der Kirche St-Antoine-de-Padoue (Lage) | PM54000684    | Classé       | 1981  |      |